# چمن مقدس (سرده)
چمن مقدس (نام علمی: Chloris) نام یک سرده از تیره گندمیان است.